# François Barouh
François Barouh   (Sillery, 16 de gener de 1955) és un piragüista francès, ja retirat, que va competir durant les dècades de 1970 i 1980.
El 1980 va prendre part en els Jocs Olímpics d'Estiu de Moscou, on fou sisè en la prova del K-4 1.000 metres del programa de piragüisme. Quatre anys més tard, als Jocs de Los Angeles, guanyà la medalla de bronze en la mateixa prova, formant equip amb Philippe Boccara, Pascal Boucherit i Didier Vavasseur.